# هيريرا دي الكنتارا
بلدية هِرِّيرة القنطرة (بالإسبانية: Herrera de Alcántara)‏، هي بلدية تقع في مقاطعة قصرش والتي تقع في منطقة إكستريمادورا، غرب إسبانيا. يبلغ عدد سكانها 320 نسمة وفقاً لإحصائية سنة (2002).